# Веселинович, Ранко
Ра́нко Весели́нович (серб. Ранко Веселиновић; род. 24 марта 1999, Нови-Сад, Воеводина, СРЮ) — сербский футболист, защитник клуба «Ванкувер Уайткэпс» и сборной Сербии.

## Карьера
До 2016 года выступал за юношеские команды «Воеводины». В основном составе дебютировал 16 сентября 2017 года в матче Суперлиги против клуба «Напредак». Ранко вышел на поле в стартовом составе и отыграл весь матч, в котором «Воеводина» одержала уверенную победу со счётом 3:1.
9 февраля 2020 года Веселинович был взят в аренду клубом MLS «Ванкувер Уайткэпс» на один год с опцией выкупа. За канадский клуб дебютировал 15 июля 2020 года в первом матче группового этапа Турнира MLS is Back против «Сан-Хосе Эртквейкс». 18 октября 2020 года «Ванкувер Уайткэпс» выкупил Веселиновича у «Воеводины» и подписал с ним контракт до конца сезона 2023. Сумма трансфера не была разглашена, но сведениям прессы составила 650 тыс. долларов. 8 августа 2021 года в матче против «Лос-Анджелес Гэлакси» он забил свой первый гол в MLS. 2 августа 2023 года Веселинович продлил контракт с «Ванкувер Уайткэпс» до конца сезона 2026 с опцией на сезон 2027.
Выступал за ряд юношеских сборных Сербии. Ныне — игрок молодёжной и основной сборных.

## Достижения
Командные
 «Воеводина»
- Обладатель Кубка Сербии: 2019/20

 «Ванкувер Уайткэпс»
- Победитель Первенства Канады: 2022, 2023